# Joanna Bator
Joanna Bator, również Joanna Bator-Łukasiewicz (ur. 2 lutego 1968 w Wałbrzychu) – polska pisarka, publicystka, felietonistka.

## Życiorys
Studiowała kulturoznawstwo na Uniwersytecie Wrocławskim. Ukończyła także Szkołę Nauk Społecznych przy Polskiej Akademii Nauk w Warszawie. Jej doktorat w dziedzinie filozofii poświęcony był filozoficznym aspektom feministycznych teorii i dyskusji, jaką feministki prowadziły z psychoanalizą i postmodernizmem. Była to jedna z pierwszych w Polsce prac na ten temat.
W latach 1999–2008 Joanna Bator pracowała jako adiunkt w Instytucie Filozofii i Socjologii PAN, w latach 2007–2011 wykładała również w Polsko-Japońskiej Wyższej Szkole Technik Komputerowych i kilku innych warszawskich uczelniach. W tym czasie przebywała na stypendiach w Middlesex University w Londynie, dwukrotnie w New School for Social Research w Nowym Jorku i trzykrotnie w Tokio jako stypendystka JSPS, Cannon Foundation in Europe oraz Japan Foundation. Pisała felietony i eseje w prasie polskiej i polonijnej – zawsze jako „wolny strzelec”. Jurorka międzynarodowej Nagrody im. Ryszarda Kapuścińskiego w latach 2012–2014.
Jest znawczynią i wielbicielką japońskiej kultury. Efektem pierwszego dwuletniego pobytu Joanny Bator w Japonii była książka Japoński wachlarz (2004, 2011). W 2013 pojawił się na rynku jej zbiór esejów i felietonów Rekin z Parku Yoyogi. W jej powieściach jest również wiele odniesień i inspiracji związanych z japońską kulturą. W sumie spędziła w Japonii cztery lata.
Od 2011 Joanna Bator nie jest związana z żadną instytucją naukową i poświęca się głównie pisaniu. Pierwsza powieść, Piaskowa Góra (2009), przyniosła jej sukces w Polsce i za granicą, który ugruntowała następna – Chmurdalia (2010). Jej kolejna powieść Ciemno, prawie noc ukazała się w 2012 i została nagrodzona Nagrodą Literacką „Nike”. Następnie Bator opublikowała kolejny esej intymny pt. Wyspa Łza w 2014 i powieść Rok Królika w 2015. Jesienią 2017 ukazała się jej pierwsza japońska powieść pt. Purezento.
W 2012 Joanna Bator skrytykowała Wikipedię w „Gazecie Wyborczej”, kiedy nie pozwolono jej poprawić daty swoich urodzin w Wikipedii, błędnie podanej w innych źródłach. Powodem było niepowołanie się przez autorkę na weryfikowalne źródła zewnętrzne. Dariusz Jemielniak, analizując ten incydent zauważa, że stanowi on przykład niezrozumienia zasad Wikipedii przez społeczeństwo. Była to pierwsza w Polsce tak głośna krytyka nowych mediów przez twórców literatury, która doprowadziła do dyskusji w licznych mediach.
Joanna Bator należy do Stowarzyszenia Unia Literacka. 

## Publikacje
Felietonistka „Gazety Wyborczej” i „Pani”; publikowała w: „Bluszczu”, „Czasie Kultury”, „Kulturze i Społeczeństwie”, „Twórczości”, „Tygodniku Powszechnym”. Autorka prac naukowych, esejów, powieści i opowiadań.
- 2001 – Feminizm, postmodernizm, psychoanaliza, Gdańsk, Słowo/obraz terytoria
- 2002 – Kobieta, powieść, Warszawa, Twój Styl
- 2004 – Japoński wachlarz, Warszawa, Twój Styl
- 2009 – Piaskowa Góra, Warszawa, wydawnictwo W.A.B. (powieść nominowana do Nagrody Literackiej „Nike” oraz Nagrody Literackiej Gdynia[10], niemiecki przekład znalazł się w finale międzynarodowej nagrody literackiej przyznawanej przez Haus der Kulturen der Welt oraz fundację Elementarteilchen – German International Literary Award)
- 2010 – Chmurdalia, Warszawa, Wydawnictwo W.A.B. (powieść w finale Nagrody Literackiej „Nike”)
- 2011 – Japoński wachlarz. Powroty, Warszawa, Wydawnictwo W.A.B.
- 2012 – Ciemno, prawie noc, Warszawa, Wydawnictwo W.A.B. (za tę powieść autorka otrzymała Nagrodę Literacką „Nike” w 2013)[11].
- 2014 – Rekin z parku Yoyogi, Warszawa, Wydawnictwo W.A.B.
- 2015 – Wyspa Łza, Kraków, Wydawnictwo Znak
- 2016 – Rok królika, Kraków; Wydawnictwo Znak
- 2017 – Purezento, Kraków; Wydawnictwo Znak
- 2020 – Gorzko, gorzko, Kraków; Wydawnictwo Znak
- 2022 – Ucieczka niedźwiedzicy, Kraków; Wydawnictwo Znak

Książki redagowane:
- 2007 – Ucieleśnienia. Język, praktyka, reprezentacja (z A. Wieczorkiewicz), Warszawa, IFIS
- 2008 – Ucieleśnienia II. Płeć między ciałem i tekstem (z A. Wieczorkiewicz), Warszawa, IFIS

## Nagrody
Za Japoński wachlarz (2004, 2011) uhonorowana została Nagrodą Wydawców i Nagrodą im. Beaty Pawlak w 2005. Jej Piaskowa Góra była nominowana do Nagrody Literackiej „Nike” 2010 oraz Nagrody Literackiej Gdynia a niemiecki przekład znalazł się w finale Niemieckiej Międzynarodowej Nagrody Literackiej. Finał Nagrody Literackiej „Nike” 2011 za Chmurdalia. Laureatka Nagrody Literackiej „Nike” (2013) za powieść Ciemno, prawie noc. W 2015 została odznaczona Srebrnym Medalem „Zasłużony Kulturze Gloria Artis”. W 2018 wraz z tłumaczką Esther Kinsky otrzymała Nagrodę Literacką im. Hermanna Hessego (Calwer Hermann-Hesse-Preis). W 2024 została laureatką Austriackiej Nagrody Państwowej dla twórców literatury europejskiej.
Jurorka międzynarodowej Nagrody im. Ryszarda Kapuścińskiego.